# Всесвітній день фотографії
Всесвітній день фотографії, також відомий як Всесвітній день фотографа — міжнародне свято, присвячене фотографії, її історії та фотографам, яке відзначається щороку 19 серпня. 19 серпня 1839 року французький уряд придбав патент на процес дагеротипії, першого фотографічного процесу, і оприлюднив його в світі безкоштовно. На честь цієї події 19 серпня відзначається Всесвітній день фотографії.
Зараз Всесвітній день фотографії має на меті надихнути фотографів у всьому світі ділитися власними роботами з простою метою — поділитися своїм світом зі світом.

## Історія
Дагеротипний фотографічний процес був розроблений у 1837 році французькими винахідниками та фотографами Луї Дагером і Жозефом Нісефором Ньєпсом . Патент на дагеротипію, оголошений 9 січня 1839 року Французькою академією наук, був придбаний французьким урядом, який 19 серпня надав винахід «безкоштовно для світу».
Ідею дня для фотографії вперше озвучив індійський фотограф О. П. Шарма в 1988 році. Як він зазначав у інтерв'ю: "…в різних виданнях, які документували історію фотографії, я натрапляв на цю дату: 19 серпня 1839 року. Це був день, коли тодішній французький уряд оголосив про «безкоштовний подарунок світові» фототехнології «дагеротипія» ".
Шарма почав пропагувати ідею святкування Всесвітнього дня фотографії серед фотоспільноти в Індії та за кордоном. Вперше цей день відзначався в 1991 році Індійською міжнародною фотографічною радою, заснованою самим Шармою. Згодом Шарма зміг переконати Фотографічне товариство Америки та Королівське фотографічне товариство Великої Британії приєднатися до святкування. Запит було прийнято за підтримки інших, і цей день відзначається у всьому світі з 1991 року.

## Мета
Всесвітній день фотографії відзначається щороку 19 серпня як день пам'яті про важливість камер і фотографії в нашому житті. Цей день відзначають люди, які люблять фотографувати, від любителів до професійних фотографів. Зараз Всесвітній день фотографії має на меті надихнути фотографів у всьому світі ділитися власними фотографіями з простою метою — поділитися своїм світом зі світом. 19 серпня 2010 року в рамках Всесвітнього дня фотографії була створена перша глобальна онлайн-галерея.
Зараз, окрім виставок власних фотографій, фотографи, а також фотоорганізації та фотокомпанії, відзначають Всесвітній день фотографії, проводячи заходи та конкурси фотографій.